# Bratton Camp

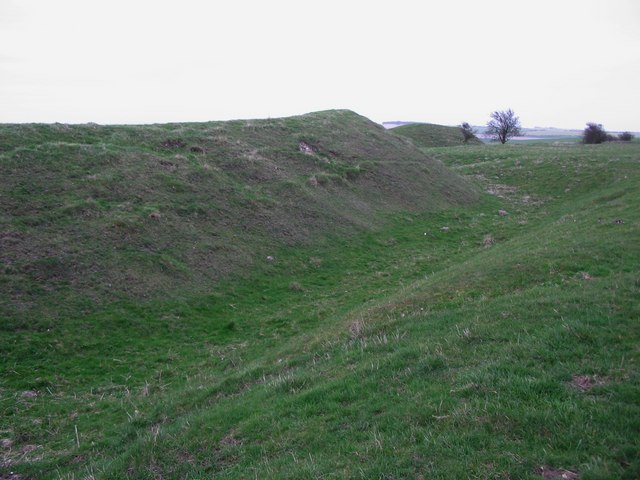
Vue d'une des levées de terre de Bratton Camp

Bratton Camp, ou Bratton Castle, est une colline fortifiée de l'Âge du fer située sur la colline de Bratton, à la limite occidentale de Salisbury Plain (Angleterre).